# Jan Röder
Jan Röder (ur. 30 listopada 1890 w Wenecji) – major geograf Wojska Polskiego, kawaler Orderu Virtuti Militari.

## Życiorys
Syn Ambrożego i Magdaleny z d. Garimberti. Ukończył Korpus Kadetów w Wiedniu. 18 sierpnia 1911 roku mianowany na stopień chorążego ze starszeństwem z 1 września 1911 w korpusie oficerów piechoty i wcielony do Galicyjskiego Pułku Piechoty Nr 40 w Rzeszowie. W latach 1912–1913 wziął udział w mobilizacji sił zbrojnych Monarchii Austro-Węgierskiej, wprowadzonej w związku z wojną na Bałkanach. Na stopień podporucznika został mianowany ze starszeństwem z 1 listopada 1913. Na stopień porucznika został mianowany ze starszeństwem z 1 maja 1915 w korpusie oficerów piechoty. Jego oddziałem macierzystym do 1918 pozostał Pułk Piechoty Nr 40. We wrześniu 1916 roku ukończył szkołę topograficzną w Serbii i służył jako topograf w 10. wojennym oddziale pomiarowym.
23 listopada 1919 roku wstąpił do odrodzonego Wojska Polskiego, otrzymał przydział do Wojskowego Instytutu Geograficznego. 1 marca 1920 roku został skierowany (na własny wniosek) na kurs do Oficerskiej Szkoły Obserwatorów Lotniczych w Toruniu. Trudna sytuacja na froncie spowodowała skrócenie szkolenia, kadra i słuchacze Szkoły zostali przydzieleni do 4 eskadry wywiadowczej (nazwanej „Toruńską”) i od 23 lipca 1920 roku wzięli udział w działaniach wojennych na froncie polsko-bolszewickim. 13 i 14 sierpnia, w załodze z pil. Januszem Meissnerem, bombardował środki przeprawowe Armii Czerwonej przygotowane w rejonie Góry Kalwarii.

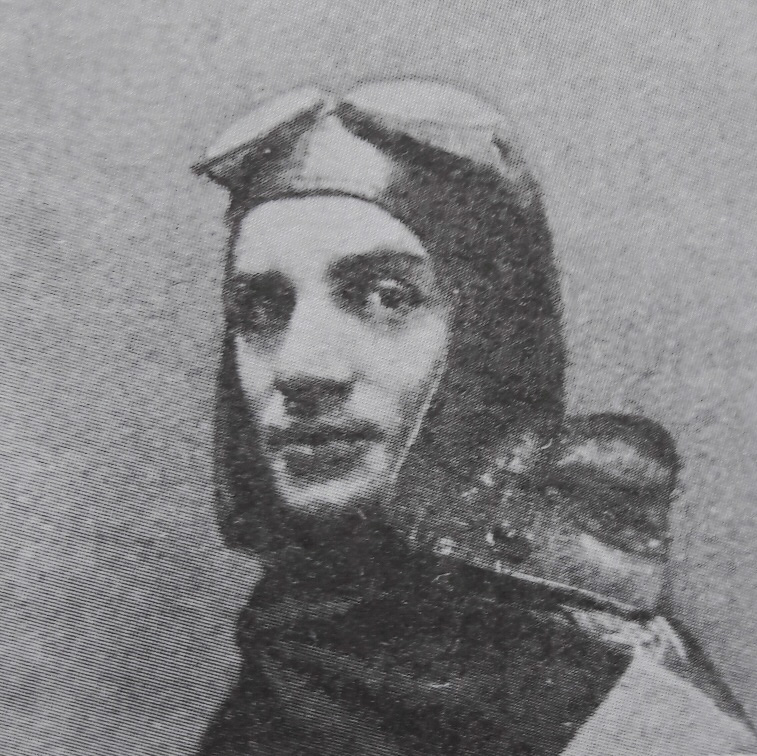
Jan Röder por. pilot-obs. (1920)

W trakcie bitwie warszawskiej, 15 sierpnia 1920 rok, atakował z niskiej wysokości oddziały Armii Czerwonej pomimo tego, że jego samolot został uszkodzony ogniem przeciwlotniczym. 16 sierpnia 1920 roku, w załodze z pil. Stanisławem Żarskim, przeprowadził rozpoznanie wzdłuż Wisły w rejonie miejscowości Korytnica—Garwolin—Dęby. W trakcie tego lotu zebrał cenne informacje o rozlokowaniu i liczebności oddziałów nieprzyjaciela oraz atakował rozpoznane wrogie oddziały. 7 października 1920 roku, w załodze z pil. Władysławem Dittmerem, przeprowadził rozpoznanie wzdłuż rzeki Uszy. Wykrył oddziały nieprzyjaciela, które skutecznie zaatakował i rozproszył. 9 października, w trudnych warunkach atmosferycznych, nawiązał kontakt z grupą gen. Krajeńskiego i doręczył rozkazy oraz odebrał meldunki sytuacyjne. 14 października 1920 roku, podczas lotu z pil. Józefem Szyfterem, został ranny podczas katastrofy samolotu LVG C.V pod Baranowiczami.
26 marca 1921 został mianowany z dniem 1 grudnia 1919 kapitanem Wojsk Lotniczych. Pełnił wówczas służbę w Oficerskiej Szkole Obserwatorów Lotniczych w Toruniu. 17 sierpnia 1921 roku został przydzielony do oddziału, którego celem było wytyczenie w terenie granicy pomiędzy II Rzeczpospolitą a Związkiem Socjalistycznych Republik Radzieckich. 3 maja 1922 roku został zweryfikowany w stopniu kapitana ze starszeństwem z 1 czerwca 1919 roku i 12. lokatą w korpusie oficerów geografów. Pełnił służbę w Wojskowym Instytucie Geograficznym w Warszawie. 1 grudnia 1924 roku został mianowany majorem ze starszeństwem z 15 sierpnia 1924 roku i 1. lokatą w korpusie oficerów geografów. W kwietniu 1928 został przeniesiony z WIG na stanowisku oficera placu Chełmno. Z dniem 28 lutego 1929 został przeniesiony w stan spoczynku. 
W październiku 1929 r. był zatrudniony w Biurze Projektu Melioracji Polesia. W tym czasie wywiadowcy Oddziału II Sztabu Głównego Wojska Polskiego zaobserwowali, że spotykał się z sowieckim posłem Dmitrijem Bogomołowem w Poznaniu przez co był podejrzewany o współpracę z Radzieckim Wywiadem Zagranicznym.
W 1934 roku, jako oficer stanu spoczynku pozostawał w ewidencji Powiatowej Komendy Uzupełnień Warszawa Miasto III. Dalsze jego losy nie są znane.

## Ordery i odznaczenia
Za swą służbę Jan Röder otrzymał:
- Krzyż Srebrny Orderu Wojskowego Virtuti Militari nr 253 – 8 kwietnia 1921[1][15][25][26]
- Polową Odznaką Obserwatora[6]
- Krzyż Zasługi Wojskowej 3 klasy z dekoracją wojenną[27]
- Signum Laudis Srebrny Medal Zasługi Wojskowej z mieczami na wstążce Krzyża Zasługi Wojskowej[27]
- Signum Laudis Brązowy Medal Zasługi Wojskowej na wstążce Krzyża Zasługi Wojskowej[27]
- Krzyż Wojskowy Karola[27]
- Krzyż Pamiątkowy Mobilizacji 1912–1913[28]